# Zenopsis
Zenopsis – rodzaj morskich ryb z rodziny piotroszowatych (Zeidae).

## Klasyfikacja
Do rodzaju Zenopsis należą następujące gatunki:
- Zenopsis conchifer (R.T. Lowe, 1852)
- Zenopsis filamentosa Kai & Tashiro 2019
- Zenopsis nebulosa (Temminck & Schlegel, 1845)
- Zenopsis oblonga Parin, 1989
- Zenopsis stabilispinosa Nakabo, Bray & Yamada, 2006